# Bulbucata
Bulbucata is een Roemeense gemeente in het district Giurgiu.
Bulbucata telt 1451 inwoners.